# Даугавиеши
Да́угавиеши (латыш. Daugavieši) — населённый пункт в Кегумском крае Латвии. Входит в состав Бирзгальской волости. Находится на левом берегу Западной Двины у региональной автодороги P85 (Рижская ГЭС — Яунелгава). Расстояние до города Огре составляет около 30 км. По данным на 2005 год, в населённом пункте проживало 35 человек.

## История
В советское время населённый пункт был центром Даугавиешского сельсовета Огрского района. В селе располагалась центральная усадьба колхоза «Друва».